# WTA Tour 1985
Die WTA Tour 1985 (offiziell: Virginia Slims World Championships Series 1985) war der 15. Jahrgang der Damentennis-Turnierserie, die von der Women’s Tennis Association ausgetragen wird. Sie umfasste 56 Turniere.
Der Teamwettbewerb Federation Cup wird wie die Grand-Slam-Turniere nicht von der WTA, sondern von der ITF organisiert. Er wird dennoch aufgeführt, da die Spitzenspielerinnen auch dort in der Regel spielen.

## Turnierplan
| Kategorie          |
| ------------------ |
| Grand Slam         |
| Tour Championships |

| Sonstige       |
| -------------- |
| Federation Cup |

### Erklärungen
Die Zeichenfolge von z. B. 128E/96Q/64D/32M hat folgende Bedeutung:

128E = 128 Spielerinnen spielen im Einzel

96Q = 96 Spielerinnen spielen die Qualifikation

64D = 64 Paarungen spielen im Doppel

32M = 32 Paarungen spielen im Mixed

### Dezember
| Datum 1 | Turnier                                                                   | Siegerin                   | Finalgegnerin                         | Ergebnis |
| ------- | ------------------------------------------------------------------------- | -------------------------- | ------------------------------------- | -------- |
| 31.12.  | Ginny Championships Port St. Lucie, Vereinigte Staaten Hartplatz – 14E/5D | Catarina Lindqvist         | Terry Holladay                        | 6:3, 6:1 |
| 31.12.  | Ginny Championships Port St. Lucie, Vereinigte Staaten Hartplatz – 14E/5D | Betsy Nagelsen Paula Smith | Christiane Jolissaint Marcella Mesker | 6:3, 6:4 |

### Januar
| Datum 1 | Turnier                                                                                             | Siegerin                           | Finalgegnerin                           | Ergebnis      |
| ------- | --------------------------------------------------------------------------------------------------- | ---------------------------------- | --------------------------------------- | ------------- |
| 07.01.  | Virginia Slims of Washington Washington, Vereinigte Staaten 150.000 $ Teppich (Halle) – 32E/32Q/16D | Martina Navratilova                | Manuela Maleewa                         | 6:3, 6:2      |
| 07.01.  | Virginia Slims of Washington Washington, Vereinigte Staaten 150.000 $ Teppich (Halle) – 32E/32Q/16D | Gigi Fernández Martina Navratilova | Claudia Kohde-Kilsch Helena Suková      | 6:3, 3:6, 6:3 |
| 14.01.  | Virginia Slims of Denver Denver, Vereinigte Staaten 75.000 $ Teppich (Halle) – 32E/16D              | Peanut Louie                       | Zina Garrison                           | 6:4, 4:6, 6:4 |
| 14.01.  | Virginia Slims of Denver Denver, Vereinigte Staaten 75.000 $ Teppich (Halle) – 32E/16D              | Mary-Lou Piatek Robin White        | Leslie Allen Sharon Walsh               | 1:6, 6:4, 7:5 |
| 21.01.  | Virginia Slims of Florida Key Biscayne, Vereinigte Staaten 150.000 $ Hartplatz – 56E/32Q/32D        | Chris Evert-Lloyd                  | Martina Navratilova                     | 6:2, 6:4      |
| 21.01.  | Virginia Slims of Florida Key Biscayne, Vereinigte Staaten 150.000 $ Hartplatz – 56E/32Q/32D        | Kathy Jordan Elizabeth Smylie      | Swetlana Tschernewa Laryssa Sawtschenko | 6:4, 7:6      |
| 28.01.  | BMW Championships Marco Island, Vereinigte Staaten 100.000 $ Hartplatz – 56E/32D                    | Bonnie Gadusek                     | Pam Casale                              | 6:3, 6:4      |
| 28.01.  | BMW Championships Marco Island, Vereinigte Staaten 100.000 $ Hartplatz – 56E/32D                    | Kathy Jordan Elizabeth Smylie      | Camille Benjamin Bonnie Gadusek         | 6:3, 6:3      |

### Februar
| Datum 1 | Turnier | Siegerin                           | Finalgegnerin                   | Ergebnis      |
| ------- | --- | ---------------------------------- | ------------------------------- | ------------- |
| 04.02.  | Lipton International Players Championships Delray Beach, Vereinigte Staaten 750.000 $ Hartplatz – 128E/64Q/64D | Martina Navratilova                | Chris Evert-Lloyd               | 6:2, 6:4      |
| 04.02.  | Lipton International Players Championships Delray Beach, Vereinigte Staaten 750.000 $ Hartplatz – 128E/64Q/64D | Gigi Fernández Martina Navratilova | Kathy Jordan Hana Mandlíková    | 7:6, 6:2      |
| 18.02.  | Virginia Slims of California Oakland, Vereinigte Staaten 150.000 $ Teppich (Halle) – 28E/32Q/16D               | Hana Mandlíková                    | Chris Evert-Lloyd               | 6:2, 6:4      |
| 18.02.  | Virginia Slims of California Oakland, Vereinigte Staaten 150.000 $ Teppich (Halle) – 28E/32Q/16D               | Hana Mandlíková Wendy Turnbull     | Rosalyn Fairbank Candy Reynolds | 4:6, 7:5, 6:1 |
| 25.02.  | Virginia Slims of Pennsylvania Hershey, Vereinigte Staaten 75.000 $ Teppich (Halle) – 32E/?D                   | Robin White                        | Anne Minter                     | 6:7, 6:2, 6:2 |
| 25.02.  | Virginia Slims of Pennsylvania Hershey, Vereinigte Staaten 75.000 $ Teppich (Halle) – 32E/?D                   | Mary-Lou Piatek Robin White        | Lea Antonoplis Wendy White      | 6:4, 7:6      |

### März
| Datum 1 | Turnier                                                                                                   | Siegerin                        | Finalgegnerin                        | Ergebnis      |
| ------- | --- | ------------------------------- | ------------------------------------ | ------------- |
| 04.03.  | U.S. Indoors Princeton, Vereinigte Staaten 150.000 $ Teppich (Halle) – 32E/16D                            | Hana Mandlíková                 | Catarina Lindqvist                   | 6:3, 7:5      |
| 04.03.  | U.S. Indoors Princeton, Vereinigte Staaten 150.000 $ Teppich (Halle) – 32E/16D                            | Martina Navratilova Pam Shriver | Marcella Mesker Elizabeth Smylie     | 7:5, 6:2      |
| 04.03.  | Virginia Slims of Indianapolis Indianapolis, Vereinigte Staaten 75.000 $ Teppich (Halle) – 32E/63Q/16D/8Q | Kathleen Horvath                | Elise Burgin                         | 6:2, 6:4      |
| 04.03.  | Virginia Slims of Indianapolis Indianapolis, Vereinigte Staaten 75.000 $ Teppich (Halle) – 32E/63Q/16D/8Q | Elise Burgin Kathleen Horvath   | Jennifer Mundel Molly Van Nostrand   | 6:4, 6:1      |
| 11.03.  | Virginia Slims of Dallas Dallas, Vereinigte Staaten 150.000 $ Teppich (Halle) – 32E/16D                   | Martina Navratilova             | Chris Evert-Lloyd                    | 6:3, 6:4      |
| 11.03.  | Virginia Slims of Dallas Dallas, Vereinigte Staaten 150.000 $ Teppich (Halle) – 32E/16D                   | Barbara Potter Sharon Walsh     | Marcella Mesker Pascale Paradis      | 5:7, 6:4, 7:6 |
| 18.03.  | Brazil São Paulo, Brasilien 50.000 $ Sandplatz – 32E/32Q/16D                                              | Mercedes Paz                    | Laura Arraya                         | 5:7, 6:1, 6:4 |
| 18.03.  | Brazil São Paulo, Brasilien 50.000 $ Sandplatz – 32E/32Q/16D                                              | Gabriela Sabatini Mercedes Paz  | Neige Dias Csilla Bartos             | 7:5, 6:4      |
| 18.03.  | WTA Championships New York City, Vereinigte Staaten Masters - 500.000 $ Teppich (Halle) – 16E/8D          | Martina Navratilova             | Helena Suková                        | 6:3, 7:5, 6:4 |
| 18.03.  | WTA Championships New York City, Vereinigte Staaten Masters - 500.000 $ Teppich (Halle) – 16E/8D          | Martina Navratilova Pam Shriver | Claudia Kohde-Kilsch Helena Suková   | 6:7, 6:4, 7:6 |
| 25.03.  | WTA of PGA Palm Beach Gardens, Vereinigte Staaten 50.000 $ Sandplatz – 32E/16D                            | Kathleen Horvath                | Petra Delhees-Jauch                  | 3:6, 6:3, 6:3 |
| 25.03.  | WTA of PGA Palm Beach Gardens, Vereinigte Staaten 50.000 $ Sandplatz – 32E/16D                            | JoAnne Russell Anne Smith       | Laura Gildemeister Gabriela Sabatini | 1:6, 6:1, 7:6 |

### April
| Datum 1 | Turnier                                                                                       | Siegerin                                | Finalgegnerin                           | Ergebnis      |
| ------- | --------------------------------------------------------------------------------------------- | --------------------------------------- | --------------------------------------- | ------------- |
| 01.04.  | Ford Cup-4 Woman Special Palm Beach Gardens, Vereinigte Staaten 200.000 $ Sandplatz – 5E      | Chris Evert-Lloyd                       | Hana Mandlíková                         | 6:3, 6:3      |
| 01.04.  | Seabrook , Vereinigte Staaten 75.000 $ Sandplatz – 32E/32Q/16D                                | Katerina Maleewa                        | Virginia Ruzici                         | 6:3, 6:3      |
| 01.04.  | Seabrook , Vereinigte Staaten 75.000 $ Sandplatz – 32E/32Q/16D                                | Swetlana Tschernewa Laryssa Sawtschenko | Elise Burgin Lori McNeil                | 6:1, 6:3      |
| 01.04.  | Bridgestone Doubles Tokio, Japan 175.000 $ Teppich (Halle) – 9D                               | Kathy Jordan Elizabeth Smylie           | Betsy Nagelsen Anne White               | 4:6, 7:5, 6:2 |
| 08.04.  | Family Circle Cup Hilton Head Island, Vereinigte Staaten 200.000 $ Sandplatz – 56E/32Q/32D    | Chris Evert-Lloyd                       | Gabriela Sabatini                       | 6:4, 6:0      |
| 08.04.  | Family Circle Cup Hilton Head Island, Vereinigte Staaten 200.000 $ Sandplatz – 56E/32Q/32D    | Rosalyn Fairbank Pam Shriver            | Swetlana Tschernewa Laryssa Sawtschenko | 6:4, 6:1      |
| 15.04.  | Sunkist WTA Championships Amelia Island, Vereinigte Staaten 250.000 $ Sandplatz – 56E/32Q/32D | Zina Garrison                           | Chris Evert-Lloyd                       | 6:4, 6:3      |
| 15.04.  | Sunkist WTA Championships Amelia Island, Vereinigte Staaten 250.000 $ Sandplatz – 56E/32Q/32D | Rosalyn Fairbank Hana Mandlíková        | Carling Bassett Chris Evert-Lloyd       | 6:1, 2:6, 6:2 |
| 22.04.  | Chrysler Tournament of Champions Orlando, Vereinigte Staaten 200.000 $ Sandplatz – 26E/6D     | Martina Navratilova                     | Katerina Maleewa                        | 6:1, 6:0      |
| 22.04.  | Chrysler Tournament of Champions Orlando, Vereinigte Staaten 200.000 $ Sandplatz – 26E/6D     | Martina Navratilova Pam Shriver         | Elise Burgin Kathleen Horvath           | 6:3, 6:1      |
| 22.04.  | Virginia Slims of San Diego San Diego, Vereinigte Staaten 75.000 $ Hartplatz – 32E/32Q/16D    | Annabel Croft                           | Wendy Turnbull                          | 6:0, 7:6      |
| 22.04.  | Virginia Slims of San Diego San Diego, Vereinigte Staaten 75.000 $ Hartplatz – 32E/32Q/16D    | Candy Reynolds Wendy Turnbull           | Rosalyn Fairbank Susan Leo              | 6:4, 6:0      |
| 29.04.  | Italian Open Tarent, Italien 50.000 $ Sandplatz – 16E/32Q/16D                                 | Raffaella Reggi                         | Vicki Nelson                            | 6:4, 6:4      |
| 29.04.  | Italian Open Tarent, Italien 50.000 $ Sandplatz – 16E/32Q/16D                                 | Sandra Cecchini Raffaella Reggi         | Patrizia Murgo Barbara Romano           | 1:6, 6:4, 6:3 |
| 29.04.  | Virginia Slims of Houston Houston, Vereinigte Staaten 150.000 $ Sandplatz – 28E/28Q/16D       | Martina Navratilova                     | Elise Burgin                            | 6:4, 6:1      |
| 29.04.  | Virginia Slims of Houston Houston, Vereinigte Staaten 150.000 $ Sandplatz – 28E/28Q/16D       | Elise Burgin Martina Navratilova        | Manuela Maleewa Helena Suková           | 6:1, 3:6, 6:3 |

### Mai
| Datum 1 | Turnier                                                                                 | Sieger(in)                          | Finalgegner(in)                    | Ergebnis      |
| ------- | --------------------------------------------------------------------------------------- | ----------------------------------- | ---------------------------------- | ------------- |
| 06.05.  | Australian Indoors Sydney, Australien 200.000 $ Hartplatz (Halle) – 28E/16D             | Pam Shriver                         | Dianne Balestrat                   | 6:3, 6:3      |
| 06.05.  | Australian Indoors Sydney, Australien 200.000 $ Hartplatz (Halle) – 28E/16D             | Pam Shriver Elizabeth Smylie        | Barbara Potter Sharon Walsh-Pete   | 7:5, 7:5      |
| 06.05.  | Barcelona , Spanien 50.000 $ Sandplatz – 32E/32Q/16D                                    | Sandra Cecchini                     | Raffaella Reggi                    | 6:3, 6:4      |
| 06.05.  | Barcelona , Spanien 50.000 $ Sandplatz – 32E/32Q/16D                                    | Petra Delhees Pat Medrado           | Penny Barg Adriana Villagrán       | 6:1, 6:0      |
| 13.05.  | German Open Berlin (West), Bundesrepublik Deutschland 150.000 $ Sandplatz – 56E/32Q/32D | Chris Evert-Lloyd                   | Steffi Graf                        | 6:4, 7:5      |
| 13.05.  | German Open Berlin (West), Bundesrepublik Deutschland 150.000 $ Sandplatz – 56E/32Q/32D | Claudia Kohde-Kilsch Helena Suková  | Steffi Graf Catherine Tanvier      | 6:4, 6:1      |
| 13.05.  | Melbourne Indoors Melbourne, Australien 75.000 $ Teppich (Halle) – 32E/16D              | Pam Shriver                         | Kathy Jordan                       | 6:4, 6:4      |
| 13.05.  | Melbourne Indoors Melbourne, Australien 75.000 $ Teppich (Halle) – 32E/16D              | Pam Shriver Elizabeth Smylie        | Anne Hobbs Kathy Jordan            | 6:2, 5:7, 6:1 |
| 20.05.  | Swiss Open Lugano, Schweiz 100.000 $ Sandplatz – 48E/24D                                | Bonnie Gadusek                      | Manuela Maleewa                    | 6:2, 6:2      |
| 20.05.  | Swiss Open Lugano, Schweiz 100.000 $ Sandplatz – 48E/24D                                | Bonnie Gadusek Helena Suková        | Bettina Bunge Eva Pfaff            | 6:2, 6:4      |
| 27.05.  | French Open Paris, Frankreich Grand Slam - 800.000 $ Sandplatz                          | Chris Evert-Lloyd                   | Martina Navratilova                | 6:3, 6:7, 7:5 |
| 27.05.  | French Open Paris, Frankreich Grand Slam - 800.000 $ Sandplatz                          | Martina Navratilova Pam Shriver     | Claudia Kohde-Kilsch Helena Suková | 4:6, 6:2, 6:2 |
| 27.05.  | French Open Paris, Frankreich Grand Slam - 800.000 $ Sandplatz                          | Martina Navratilova Heinz Günthardt | Paula Smith Francisco González     | 2:6, 6:3, 6:2 |

### Juni
| Datum 1 | Turnier                                                                           | Sieger(in)                       | Finalgegner(in)                  | Ergebnis      |
| ------- | --------------------------------------------------------------------------------- | -------------------------------- | -------------------------------- | ------------- |
| 10.06.  | Edgbaston Cup Birmingham, Großbritannien 125.000 $ Rasen – 56E/32Q/32D            | Pam Shriver                      | Betsy Nagelsen                   | 6:1, 6:0      |
| 10.06.  | Edgbaston Cup Birmingham, Großbritannien 125.000 $ Rasen – 56E/32Q/32D            | Terry Holladay Sharon Walsh-Pete | Elise Burgin Alycia Moulton      | 6:4, 5:7, 6:3 |
| 17.06.  | Pilkington Glass Classic Eastbourne, Großbritannien 175.000 $ Rasen – 64E/32Q/32D | Martina Navratilova              | Helena Suková                    | 6:4, 6:3      |
| 17.06.  | Pilkington Glass Classic Eastbourne, Großbritannien 175.000 $ Rasen – 64E/32Q/32D | Martina Navratilova Pam Shriver  | Kathy Jordan Elizabeth Smylie    | 7:5, 6:4      |
| 24.06.  | Wimbledon Championships Wimbledon, Großbritannien Grand Slam - 900.000 $ Rasen    | Martina Navratilova              | Chris Evert-Lloyd                | 4:6, 6.3, 6:2 |
| 24.06.  | Wimbledon Championships Wimbledon, Großbritannien Grand Slam - 900.000 $ Rasen    | Kathy Jordan Elizabeth Smylie    | Martina Navratilova Pam Shriver  | 5:7, 6:3, 6:4 |
| 24.06.  | Wimbledon Championships Wimbledon, Großbritannien Grand Slam - 900.000 $ Rasen    | Martina Navratilova Paul McNamee | Elizabeth Smylie John Fitzgerald | 7:5, 4:6, 6:2 |

### Juli
| Datum 1 | Turnier                                                                                             | Siegerin                           | Finalgegnerin                       | Ergebnis      |
| ------- | --------------------------------------------------------------------------------------------------- | ---------------------------------- | ----------------------------------- | ------------- |
| 15.07.  | Elektra Cup Bregenz, Österreich 50.000 $ Sandplatz – 32E/16D                                        | Virginia Ruzici                    | Mima Jaušovec                       | 6:2, 6:3      |
| 15.07.  | Elektra Cup Bregenz, Österreich 50.000 $ Sandplatz – 32E/16D                                        | Mima Jaušovec Virginia Ruzici      | Andrea Holíková K. Skronská-Böhmová | 6:2, 6:3      |
| 15.07.  | Virginia Slims of Newport Newport, Vereinigte Staaten 150.000 $ Rasen – 32E/32Q/16D                 | Chris Evert-Lloyd                  | Pam Shriver                         | 6:4, 6:1      |
| 15.07.  | Virginia Slims of Newport Newport, Vereinigte Staaten 150.000 $ Rasen – 32E/32Q/16D                 | Chris Evert-Lloyd Wendy Turnbull   | Pam Shriver Elizabeth Smylie        | 6:4, 7:6      |
| 22.07.  | U.S. Clay Courts Indianapolis, Vereinigte Staaten 200.000 $ Sandplatz – 56E/44Q/16D                 | Andrea Temesvári                   | Zina Garrison                       | 7:6, 6:3      |
| 22.07.  | U.S. Clay Courts Indianapolis, Vereinigte Staaten 200.000 $ Sandplatz – 56E/44Q/16D                 | Katerina Maleewa Manuela Maleewa   | Penny Barg Paula Smith              | 3:6, 6:3, 6:4 |
| 22.07.  | Virginia Slims of Los Angeles Manhattan Beach, Vereinigte Staaten 250.000 $ Hartplatz – 56E/32Q/32D | Claudia Kohde-Kilsch               | Pam Shriver                         | 6:2, 6:4      |
| 22.07.  | Virginia Slims of Los Angeles Manhattan Beach, Vereinigte Staaten 250.000 $ Hartplatz – 56E/32Q/32D | Claudia Kohde-Kilsch Helena Suková | Hana Mandlíková Wendy Turnbull      | 6:4, 6:2      |

### August
| Datum 1 | Turnier                                                                                            | Sieger(in)                          | Finalgegner(in)                     | Ergebnis      |
| ------- | -------------------------------------------------------------------------------------------------- | ----------------------------------- | ----------------------------------- | ------------- |
| 05.08.  | Canadian Open Toronto, Kanada 250.000 $ Hartplatz – 56E/32Q/32D                                    | Chris Evert-Lloyd                   | Claudia Kohde-Kilsch                | 6:2, 6:4      |
| 05.08.  | Canadian Open Toronto, Kanada 250.000 $ Hartplatz – 56E/32Q/32D                                    | Gigi Fernández Martina Navratilova  | Marcella Mesker Pascale Paradis     | 6:4, 6:0      |
| 12.08.  | United Jersey Bank Classic Mahwah, Vereinigte Staaten 150.000 $ Hartplatz – 56E/31Q/32D            | Kathy Rinaldi                       | Steffi Graf                         | 6:4, 3:6, 6:4 |
| 12.08.  | United Jersey Bank Classic Mahwah, Vereinigte Staaten 150.000 $ Hartplatz – 56E/31Q/32D            | Kathy Jordan Elizabeth Smylie       | Claudia Kohde-Kilsch Helena Suková  | 7:6, 6:3      |
| 19.08.  | Virginia Slims of Central New York Monticello, Vereinigte Staaten 75.000 $ Hartplatz – 32E/32Q/16D | Barbara Potter                      | Helen Kelesi                        | 4:6, 6:3, 6:2 |
| 19.08.  | Virginia Slims of Central New York Monticello, Vereinigte Staaten 75.000 $ Hartplatz – 32E/32Q/16D | Mercedes Paz Gabriela Sabatini      | Andrea Holíková K. Skronská-Böhmová | 5:7, 6:4, 6:3 |
| 27.08.  | US Open New York, Vereinigte Staaten Grand Slam - 1.250.000 $ Hartplatz                            | Hana Mandlíková                     | Martina Navratilova                 | 7:6, 1:6, 7:6 |
| 27.08.  | US Open New York, Vereinigte Staaten Grand Slam - 1.250.000 $ Hartplatz                            | Claudia Kohde-Kilsch Helena Suková  | Martina Navratilova Pam Shriver     | 6:7, 6:2, 6:3 |
| 27.08.  | US Open New York, Vereinigte Staaten Grand Slam - 1.250.000 $ Hartplatz                            | Martina Navratilova Heinz Günthardt | Elizabeth Smylie John Fitzgerald    | 6:3, 6:4      |

### September
| Datum 1 | Turnier                                                                                               | Siegerin                                | Finalgegnerin                  | Ergebnis |
| ------- | --- | --------------------------------------- | ------------------------------ | -------- |
| 09.09.  | Virginia Slims of Utah Salt Lake City, Vereinigte Staaten 75.000 $ Hartplatz – 32E/16D                | Stephanie Rehe                          | Camille Benjamin               | 6:2, 6:4 |
| 09.09.  | Virginia Slims of Utah Salt Lake City, Vereinigte Staaten 75.000 $ Hartplatz – 32E/16D                | Swetlana Tschernewa Laryssa Sawtschenko | Rosalyn Fairbank Beverly Mould | 7:5, 6:2 |
| 16.09.  | Virginia Slims of Chicago Chicago, Vereinigte Staaten 150.000 $ Teppich (Halle) – 31E/31Q/16D         | Bonnie Gadusek                          | Kathy Rinaldi                  | 6:1, 6:3 |
| 16.09.  | Virginia Slims of Chicago Chicago, Vereinigte Staaten 150.000 $ Teppich (Halle) – 31E/31Q/16D         | Kathy Jordan Elizabeth Smylie           | Elise Burgin JoAnne Russell    | 6:2, 6:2 |
| 23.09.  | Virginia Slims of New Orleans New Orleans, Vereinigte Staaten 150.000 $ Teppich (Halle) – 32E/25Q/15D | Chris Evert-Lloyd                       | Pam Shriver                    | 6:4, 7:5 |
| 23.09.  | Virginia Slims of New Orleans New Orleans, Vereinigte Staaten 150.000 $ Teppich (Halle) – 32E/25Q/15D | Chris Evert-Lloyd Wendy Turnbull        | Mary-Lou Piatek Anne White     | 6:1, 6:2 |
| 30.09.  | Lynda Carter/Maybelline Classic Fort Lauderdale, Vereinigte Staaten 150.000 $ Hartplatz – 32E/16D     | Martina Navratilova                     | Steffi Graf                    | 6:3, 6:1 |
| 30.09.  | Lynda Carter/Maybelline Classic Fort Lauderdale, Vereinigte Staaten 150.000 $ Hartplatz – 32E/16D     | Gigi Fernández Robin White              | Rosalyn Fairbank Beverly Mould | 6:2, 7:5 |
| 30.09.  | Federation Cup Finale Nagoya, Japan Hartplatz                                                         | Tschechoslowakei                        | Vereinigte Staaten             | 2:1      |

### Oktober
| Datum 1 | Turnier                                                                                              | Siegerin                          | Finalgegnerin                       | Ergebnis      |
| ------- | --- | --------------------------------- | ----------------------------------- | ------------- |
| 07.10.  | Virginia Slims of Indianapolis Indianapolis, Vereinigte Staaten 75.000 $ Hartplatz (Halle) – 32E/16D | Bonnie Gadusek                    | Pam Casale                          | 6:0, 6:3      |
| 07.10.  | Virginia Slims of Indianapolis Indianapolis, Vereinigte Staaten 75.000 $ Hartplatz (Halle) – 32E/16D | Bonnie Gadusek Mary-Lou Piatek    | Penny Barg Sandy Collins            | 6:1, 6:0      |
| 14.10.  | Japan Open Tokio, Japan 50.000 $ Hartplatz – 32E/32Q/16D                                             | Gabriela Sabatini                 | Linda Gates                         | 6:3, 6:4      |
| 14.10.  | Japan Open Tokio, Japan 50.000 $ Hartplatz – 32E/32Q/16D                                             | Belinda Cordwell Julie Richardson | Laura Gildemeister Beth Herr        | 6:4, 6:4      |
| 14.10.  | Porsche Classic Filderstadt, Bundesrepublik Deutschland 175.000 $ Teppich (Halle) – 32E/31Q/16D      | Pam Shriver                       | Catarina Lindqvist                  | 6:1, 7:5      |
| 14.10.  | Porsche Classic Filderstadt, Bundesrepublik Deutschland 175.000 $ Teppich (Halle) – 32E/31Q/16D      | Hana Mandlíková Pam Shriver       | Carina Karlsson Tine Scheuer-Larsen | 6:2, 6:1      |
| 21.10.  | Pretty Polly Classic Brighton, Großbritannien 175.000 $ Teppich (Halle) – 32E/32Q/16D                | Chris Evert-Lloyd                 | Manuela Maleewa                     | 7:5, 6:3      |
| 21.10.  | Pretty Polly Classic Brighton, Großbritannien 175.000 $ Teppich (Halle) – 32E/32Q/16D                | Lori McNeil Catherine Suire       | Barbara Potter Helena Suková        | 4:6, 7:6, 6:4 |
| 28.10.  | European Indoors Zürich, Schweiz 150.000 $ Teppich (Halle) – 32E/32Q/16D                             | Zina Garrison                     | Hana Mandlíková                     | 6:1, 6:3      |
| 28.10.  | European Indoors Zürich, Schweiz 150.000 $ Teppich (Halle) – 32E/32Q/16D                             | Hana Mandlíková Andrea_Temesvári  | Claudia Kohde-Kilsch Helena Suková  | 6:4, 3:6, 7:6 |

### November
| Datum 1 | Turnier                                                                               | Siegerin                          | Finalgegnerin                      | Ergebnis      |
| ------- | ------------------------------------------------------------------------------------- | --------------------------------- | ---------------------------------- | ------------- |
| 04.11.  | Florida Federal Open Tampa, Vereinigte Staaten 150.000 $ Hartplatz – 32E/32Q/16D      | Stephanie Rehe                    | Gabriela Sabatini                  | 6:4, 6:7, 7:5 |
| 04.11.  | Florida Federal Open Tampa, Vereinigte Staaten 150.000 $ Hartplatz – 32E/32Q/16D      | Carling Bassett Gabriela Sabatini | Lisa Bonder Laura Gildemeister     | 6:0, 6:0      |
| 04.11.  | Hewlett-Packard Trophy Hilversum, Niederlande 75.000 $ Teppich (Halle) – 16E/13D      | Katerina Maleewa                  | Carina Karlsson                    | 6:3, 6:2      |
| 04.11.  | Hewlett-Packard Trophy Hilversum, Niederlande 75.000 $ Teppich (Halle) – 16E/13D      | Marcella Mesker Catherine Tanvier | Sandra Cecchini Sabrina Goleš      | 6:2, 6:2      |
| 11.11.  | National Panasonic Women’s Classic Brisbane, Australien 150.000 $ Rasen – 56E/32Q/32D | Martina Navratilova               | Pam Shriver                        | 6:3, 7:5      |
| 11.11.  | National Panasonic Women’s Classic Brisbane, Australien 150.000 $ Rasen – 56E/32Q/32D | Martina Navratilova Pam Shriver   | Claudia Kohde-Kilsch Helena Suková | 6:4, 6:7, 6:1 |
| 18.11.  | Family Circle New South Wales Sydney, Australien 150.000 $ Rasen – 56E/32Q/32D        | Martina Navratilova               | Hana Mandlíková                    | 3:6, 6:1, 6:2 |
| 18.11.  | Family Circle New South Wales Sydney, Australien 150.000 $ Rasen – 56E/32Q/32D        | Hana Mandlíková Wendy Turnbull    | Rosalyn Fairbank Candy Reynolds    | 3:6, 7:6, 6:4 |
| 18.11.  | Lion’s Cup Tokio, Japan 100.000 $ Teppich (Halle) – 4E                                | Chris Evert-Lloyd                 | Manuela Maleewa                    | 7:5, 6:0      |
| 25.11.  | Australian Open Melbourne, Australien Grand Slam - 645.000 $ Rasen                    | Martina Navratilova               | Chris Evert-Lloyd                  | 6:2, 4:6, 6:2 |
| 25.11.  | Australian Open Melbourne, Australien Grand Slam - 645.000 $ Rasen                    | Martina Navratilova Pam Shriver   | Claudia Kohde-Kilsch Helena Suková | 6:3, 6:4      |

### Dezember
| Datum 1 | Turnier                                                               | Siegerin                           | Finalgegnerin                    | Ergebnis      |
| ------- | --------------------------------------------------------------------- | ---------------------------------- | -------------------------------- | ------------- |
| 09.12.  | Pan Pacific Open Tokio, Japan 250.000 $ Teppich (Halle) – 28E/29Q/16D | Manuela Maleewa                    | Bonnie Gadusek                   | 7:6, 3:6, 7:5 |
| 09.12.  | Pan Pacific Open Tokio, Japan 250.000 $ Teppich (Halle) – 28E/29Q/16D | Claudia Kohde-Kilsch Helena Suková | Marcella Mesker Elizabeth Smylie | 6:0, 6:4      |